# مقتل لوري هاكينج
كانت لوري كاي سواريس هاكينج (31 ديسمبر 1976 - 19 يوليو 2004) من مدينة سولت ليك - يوتا، والتي قتلت من قبل زوجها مارك هاكينج في عام 2004. تم الإبلاغ عنها في عداد المفقودين من قبل زوجها، واكتسبت عملية البحث الاهتمام الوطني قبل اعتراف زوجها بالجريمة.

## السيرة
كانت لوري ابنة الوالدين ثيلما وهيرالد سواريس من فولرتون - كاليفورنيا. كانت هيرالد سواريس معلمة للغة الإسبانية والبرتغالية في مدرسة صني هيلز الثانوية، كما أنها من مواليد بيراسيكابا في البرازيل. التقى ثيلما عندما خدم كلاهما كمبشرين لكنيسة يسوع المسيح لقديسي الأيام الأخيرة (كنيسة يسوع المسيح لقديسي الأيام الأخيرة) في ريو دي جانيرو. طلق والدا لوري في عام 1987، ثم انتقل ثيلما ولوري إلى أوريم - يوتا في العام التالي. حضر كلاً من لوري ومارك مدرسة أوريم الثانوية، على بعد حوالي 40 ميلاً (حوالي 64 كم) جنوب مدينة سولت ليك.

## الاختفاء
في الساعة 10:49 صباحًا في 19 يوليو 2004، اتصل مارك هاكينج بـ 9-1-1 للإبلاغ عن فقدان زوجته لوري. كان عمرها 27 سنة في ذلك الوقت. وقال مارك للشرطة أنها غادرت المنزل مبكراً لممارسة رياضة العدو المعتادة في منطقة ذا ميموري جروف ومنطقة سيتي كريك كانيون في شمال شرق وسط مدينة سولت ليك، لكنها لم تعد إلى المنزل أو وصلت للعمل. وقالت امرأة أنها شاهدت لوري بالقرب من البستان في ذلك اليوم وسحبت ادعائها.
ووفقاً لبعض أفراد العائلة، أخبرهم هاكينج أنها كانت حاملاً في الأسبوع الخامس من عمرها عندما اختفت. كانت تخطط للانتقال إلى ولاية كارولينا الشمالية، حيث كان زوجها قد قال أنه على وشك البدء في كلية الطب في جامعة نورث كارولينا - تشابل هيل. ومع ذلك، تقول الشرطة إن مارك لم يكمل دراسته الجامعية في جامعة يوتا عكس ما قاله للعائلة والأصدقاء وقادهم إلى تصديق ذلك، حيث أن كلية الطب لم يكن لديها أي سجل في أي وقت مضى عنه.
بعد وقت قصير من اختفاء زوجته، ورد أنه تم إيجاد مارك يركض عارياً في الشوارع، وعليه أُدخل إلى المستشفى للتقييم العقلي. وأثناء وجوده في المستشفى، أشرك مارك محامي دفاع محليًا بارزًا يدعي جيلبرت أثاي.

## اعتقال مارك هاكينج
في 2 أغسطس 2004، ألقي القبض على مارك للاشتباه في جريمة قتل زوجته. واعتقدت الشرطة أنه تصرف بمفرده وقتل لوري في شقتهما ببندقية من عيار 22 أثناء نومها وتخلص من جثتها في صندوق قمامة. وجدوا دماءًا في عدة أماكن في شقة الزوجين، بما في ذلك سكين موجودة في غرفة النوم وعلى رأس السرير، وكذلك في سيارة لوري. بالإضافة إلى ذلك، يدعي سكوت ولانس هاكينج - أخوان مارك - أنه اعترف لهم في 24 يوليو 2004 بقتله لوري. وكانت تهم القتل من الدرجة الأولى ضد مارك هاكنغ في 9 أغسطس 2004.
في 1 أكتوبر/ تشرين الأول 2004 - في حوالي الساعة 8:20 صباحاً - عثر باحثون على بقايا بشرية في مكب مقاطعة سالت ليك. وبحلول ذلك اليوم أكدت الشرطة أن البقايا هي رفات لوري هاكينج.
وفقا لمقابلة مع قسم سي أس آي في سولت ليك سيتي، كان مجموع ما تبقى من بقايا لوري أسنان وقطعة من العظم بحجم الربع، والتي يعتقد أنها جائت من كتفها. وجد الباحثون في الواقع السجادة التي اعترف بها مارك في دحرجة جسدها، قبل وضعها في صندوق القمامة.
في 29 أكتوبر/ تشرين الأول 2004، اعترف مارك بأنه غير مذنب في جريمة القتل من الدرجة الأولى، على الرغم طلب شقيق الضحية - بول سواريس - في كلماته «لإنقاذ عائلتك الحزن والتكلفة والاعتراف بالقتل.»

## إقرار بالذنب
في 15 أبريل/ نيسان 2005، أقر هاكينج بأنه مذنب بجريمة القتل من الدرجة الأولى في مقابل قيام النيابة بإسقاط التهم الأخرى. في 6 يونيو 2005، حكم على هاكينج بالسجن لمدة 6 سنوات، وهو الحد الأقصى الذي يمكن للقاضي أن يمنحه بموجب قانون ولاية يوتا. وبموجب نظام يوتاه الذي يتضمن أحكاماً جنائية غير محددة، فإن جريمة القتل من الدرجة الأولى تجلب عقوبة من خمس سنوات لمدي الحياة، ولكن بسبب استخدام هاكينج لسلاح ناري، فقد زاد الحد الأدنى لمدة عام.
في يوليو/ تموز 2005، أعلن مجلس يوتا للعفو عن أن جلسة الاستماع الأولى لمارك هاكينج ستأتي في أغسطس 2034.عند سماع هذه الأخبار، أصدرت ثيلما سواريس - والدة لوري - هذا البيان: «بينما هو مضيعة رهيبة لحياته، يرفع القرار عبئًا كبيرًا من علي عقلي وقلبى. إن الحد الأدنى الذي فرضه القانون لمدة ست سنوات هو ليس فقط إهانة للوري والطفل، بل بالنسبة لي ولعائلتي أيضاً، وأشكر أعضاء مجلس الدولة من العفو والعفو المشروط على اجتهادهم وإحساسهم بالعدالة في التعامل مع هذه القضية المأساوية. تم تأييد إيماني في نظامنا القضائي».

## فيما بعد
قامت عائلة سواريس بإزالة اسم هاكينج من قبر لوري، فيما عقبت والدة لوري علي ذلك «شعرنا فقط أن مارك من الواضح أنها لا يريدها بعد الآن». تم استبدال اسم زواج لوري بالكلمة البرتغالية "Filhinha"، والتي تترجم إلى «ابنة صغيرة».
في 20 مارس 2006، تم التوقيع على قانون يوتا هاوس بيل 102، المعروف أيضًا باسم قانون لوري. وفيه يزيد الحد الأدنى للعقوبة على الشخص المدان بارتكاب جريمة قتل من الدرجة الأولى في ولاية يوتا لمدة خمسة عشر عاما إلى الحياة.
في يونيو/ حزيران 2006، اكتشف مسؤولين السجن في يوتا أن هاكينج كان يبيع أغراض شخصية، بما في ذلك التوقيعات، وتتبع اليد، والمجلات على موقع إلكتروني يسمى «مزاد القتل». أعلن المسؤولون في وقت لاحق أن هاكينج قد وافق على التوقف عن بيع أي شيء على الإنترنت.
في 6 يونيو 2005، قرأ والد مارك هاكينج بيانا من عائلته قال فيه إنه سيكون تصريحهم الأخير للصحافة حول جريمة القتل. أوضح البيان العديد من الأحداث التي أدت إلى اعتراف مارك وإدانته. انتهى البيان نقلاً عن مارك:
«أعرف أن السجن هو المكان الذي أحتاج إلى أن أكون فيه. سأقضي وقتي هناك لأبذل كل ما بوسعي لتصحيح الأخطاء العديدة التي ارتكبتها، رغم أنني أدرك أن التكفير الكامل أمر مستحيل في هذه الحياة. لدي الكثير من الشفاء والتغيير ولكنني آمل أن أكون في يوم من الأيام الرجل الذي ظنت لوري أنني كنت دائماً عليه، فبالنسبة للعديد من الناس الذين آذيت بهم، أشعر بالأسف أكثر مما تظنون، كل يوم تحترق نفسي من العذاب عندما أفكر في ما أتمنى أن أتمكن من إزالة الألم، أتمنى لو استردت كل الأكاذيب التي أخبرتها واستبدلتهم بالحقيقة، وأتمنى أن أتمكن من إعادة لوري إلى أذرعكم. من أسفل قلبي أتوسل لمغفرتكم، لا يوجد شيء يسمي أكاذيب غير ضارة مهما كانت صغيرة، قد تعتقد أن الكذبة تؤذي الكذاب فقط، لكن هذا أبعد مما يكون عن الحقيقة. إذا كنت تسافر في طريق الكذب، فيرجى التوقف الآن ومواجهة العواقب، مهما كانت تلك العواقب، ستكون أفضل من الألم الذي تسبه لنفسك وللآخرين».

## وسائل الإعلام
تم بث مسلسل قتل لوري هاكينج بواسطة شركة إسكيب (شبكة تي في)، أنتجت مجموعة بييلم للتسلية حلقة الجريمة الحقيقية لجرائم الفساد بعنوان: "Deadly Rampage at Fort Hood"، بثت الحلقة في 12 يوليو 2016.